# Плесси, Дамьен
Дамье́н Плесси́  (фр. Damien Plessis; род. 5 марта 1988, Neuville-aux-Bois) — французский футболист, опорный полузащитник.

## Карьера
31 августа 2007 года в день закрытия летнего трансферного окна Дамьен перешёл из «Олимпика» в «Ливерпуль», подписав с клубом контракт на три года. По поводу этой сделки тренер «Ливерпуля» Рафаэль Бенитес сказал следующее: «Он хороший футболист — большой и сильный, и мы уверены, что он окажется достаточно хорош для нас. Он ещё молод, и у него масса времени для того, чтобы улучшить свою игру, но только от его прогресса зависит, как скоро он сможет дебютировать в первой команде».
Дамьен, в «Ливерпуле» начавший играть за резервы, свой дебютный матч в первой команде провёл 5 апреля 2008 года против «Арсенала», игра завершилась вничью 1:1. Плесси, который отыграл все 90 минут встречи, показал себя достаточно уверенным и хладнокровным футболистом и, в целом, достойно провёл этот матч. В интервью после игры Рафаэль Бенитес отдельно отметил дебют Плесси, сказав, что он не удивлён его игрой, и пояснил: «Мы знали, что подписываем хорошего футболиста. Он отлично действовал в матчах резервов, и был так же хорош сегодня».
В 2007 году Плесси в составе сборной Франции среди игроков не старше 19 лет принял участие Чемпионате Европы U-19 и дошёл до полуфинала турнира, где его команда уступила Испании. 8 августа 2008 года было объявлено о том, что Дамьен и пять его товарищей получили новые номера в первой команде клуба. Плесси сменил свой номер 47 на 28.